# Armand Keravel
Armand Keravel (Brest 1910 - Carpentras, 1999) fou un polític i resistent bretó. La seva família era originària d'Argol i Telgruc-sur-Mer. Treballà de mestre d'escola a Saint-Thois, Moëlan-sur-Mer, Dirinon, Kerlouan i Brest, on va oferir cursos de bretó fora de l'horari d'ensenyament. El 1933 participà en la fundació del moviment Ar Falz amb Yann Sohier i Yann Kerlann. Proper a Marcel Cachin, va escriure una columna en bretó a l'òrgan del PCF La Terre.
Depurat de l'Educació Nacional pel govern de la França de Vichy, participa en la xarxa de resistència dirigit per François Tanguy-Prigent. Després de l'Alliberament, va participar activament en el rellançament d'Ar Falz el 1945, del que en fou secretari molt temps. El 1946 va obrir la primera escola bretona d'estiu a Audierne. Participà també l'edició de Skol Vreizh (Escola bretona) per a la producció de documents pedagògics i de manuals escolars. Junt amb Ar Falz milità per a l'ensenyament del bretó i s'implicà força en la campanya « Ar brezoneg er skol » (« el bretó a l'escola ») que va rebre el suport d'un gran nombre de municipis bretons. També fou actiu en moltes altres iniciatives (com la gran petició popular d'Emgleo Breiz que reuní centenars de milers de signatures el 1967). Aquesta iniciativa, però, va topar amb el menyspreu i la indiferència per part del govern francès.
També fou animador des del 1955 d'Emgleo Breiz, difonent els comunicats i els dossiers dels electes i de la premsa. Fou encarregat de la comissió cultural del CELIB, on va radactar nombroses proposicions de llei a favor de l'ensenyament del bretó que foren rebutjades a l'Assemblea Nacional Francesa. També fou membre del Moviment de Defensa de Cultures i Llengües de França, del Moviment Laic de les Cultures Populars i de l'Associació Internacional per la Defensa de les Llengües i de les Cultures Minoritàries. Va proposar la idea d'una associació internacional de defensa del bretó, que es concretà el 1975 amb la fundació del Comitè Internacional per a la Salvaguarda de la Llengua Bretona a Brussel·les.
Militant del Partit Socialista, fou escollit conseller municipal de Brest el 1977 va organitzar la introducció de la senyalització bilingüe en els edificis municipals de la ciutat. De 1977 a 1983 fou membre del Consell Regional de Bretanya, on va defensar sempre la llengua bretona. També formà part del Consell Cultural de Bretanya establert en virtut de la Carta Cultural Bretona (1978-1982).

## Obres
- Daou-ugent pennad-lenn e brezoneg, Dirinon, Skol ar brezoneg, 1950
- Histoire sommaire de la langue bretonne, 1966.
- Une exigence de la démocratie et du droit : Un statut des langues et cultures de France Le cas de la langue bretonne - Réponse et compléments à l'enquête de la conférence Permanente des Pouvoirs locaux & Régionaux de l'Europe (Conseil de l'Europe) Brest, Emgleo Breiz - 1985